# Clubiona taiwanica
Clubiona taiwanica là một loài nhện trong họ Clubionidae.
Loài này thuộc chi Clubiona. Clubiona taiwanica được Hirotsugu Ono miêu tả năm 1994.